# Braunina cordiformis
Braunina cordiformis är en plattmaskart. Braunina cordiformis ingår i släktet Braunina och familjen Brauninidae. Inga underarter finns listade i Catalogue of Life.